# MAP3K4
MAP3K4 («митоген-активируемая белковая киназа киназы киназы 4»; англ. mitogen-activated protein kinase kinase kinase 4; КФ:2.7.11.25) — цитозольная серин/треониновая протеинкиназа семейства MAP3K. Продукт гена MAP3K4.

## Функция
MAP3K4 — компонент протеинкиназного каскада переноса сигнала. MAP3K4 (MEKK4, MTK1) содержит протеинкиназный каталитический домен на C-конце белка. N-Конец содержит регуляторный домен. Экспрессия MEKK4 активируется сигнальными путями CSBP2 (p38α) и JNK MAPK, но не ERK. Исследования In vitro показали, что MAP3K4 специфически фосфорилирует и активирует MAP2K6 (PRKMK6/MKK6) и MAP2K4 (SERK1/MKK4), т.е. те MAPKK, которые в свою очередь активируют CSBP2 (p38α) и JNK, соответственно, но не влияет на MAP2K1 (PRKMK1/MKK1), которая активирует протеинкиназы ERK. MEKK4 — основной медиатор стрессов от окружающей среды, которые инициируют сигнальный путь p38 MAPK и минормый медиатор сигнального пути JNK.

## Структура
Фермент состоит из 1 608 аминокислот, молекулярная масса 181,7 кДа. Альтернативный сплайсинг приводит к образованию двух изоформ.

## Взаимодействия
MAP3K1 взаимодействует с GADD45G, GADD45B и GADD45A..